# توماسك
توماسك هي مدينة من مدن هايتي. يبلغ عدد سكانها 42,557 نسمة وذلك حسب إحصائيات سنة 2003. يبلغ ارتفاع المدينة عن سطح البحر قرابة 299 متر.